# Alexander Søderlund
Alexander Toft Søderlund (Haugesund, 3 augustus 1987) is een Noorse profvoetballer die doorgaans als aanvaller speelt. Hij is international voor het Noorse voetbalelftal sinds 2012.

## Carrière
Søderlund speelde in zijn jeugd voor Stegaberg en ging daarna in de jeugdelftallen van SK Vard Haugesund en Haugesund FK spelen. Zijn voetbalcarrière kwam echter niet van de grond en hij werd een soort voetbalreiziger, die vervolgens bij 6 clubs speelde in vier verschillende landen in de periode 2007-2010.
In 2010 keerde Søderlund weer terug naar huis, en speelde voor zijn voormalige club Vard Haugesund in de laatste fase van het 2010 seizoen. In januari 2011 verhuisde hij naar Hauesund FK en maakte zijn debuut op 20 maart 2011 tegen Tromsø IL in de Tippeligean. Hij scoorde zijn eerste 2 goals op 8 mei 2011 tegen Stabaek IF en eindigde dat seizoen met 11 goals.
Rosenborg BK bevestigde op 17 juni 2013 dat ze Søderlund hadden gehaald als vervanger voor de vertrokken Tarik Elyounoussi, die verkocht werd aan TSG 1899 Hoffenheim. Na drie seizoenen Rosenborg vertrok Søderlund voor 1,5 miljoen euro op 4 januari 2016 naar het Franse Saint-Étienne.

## Interlandcarrière
Søderlund maakte zijn debuut voor Noorwegen in een vriendschappelijke wedstrijd tegen Denemarken op 15 januari 2012, wat eindigde in een 1-1 gelijkspel.

## Erelijst
Rosenborg BK
- Tippeligaen

2015
- Topscorer Tippeligaen

2015 (22 goals)